# Мамедова, Шовкет Гасан кызы
Шовке́т Гаса́н кызы́ Маме́дова (азерб. Şövkət Həsən qızı Məmmədova; 18 апреля 1897, Тифлис — 8 июня 1981, Баку) — советская, первая азербайджанская оперная певица (лирико-колоратурное сопрано), педагог, музыкальный деятель. Народная артистка СССР (1938).

## Биография
Родилась в 1897 году в Тифлисе (ныне Тбилиси, Грузия) в бедной азербайджанской семье. Её отец-сапожник заметил замечательный музыкальный талант дочери, когда ей было 6 лет. В 1910 году он разыскал мецената, который помог организовать её первое выступление на светском банкете, устроенном вице-губернатором Кавказского края, графом Илларионом Воронцовым-Дашковым.
В 1910 году окончила музыкальную школу в Тифлисе и в 1911 году уехала в Милан (Италия) для продолжения музыкального образования в Миланской консерватории, где получала уроки у известной певицы Дотти Амброзия. Средства на учёбу выделил азербайджанский миллионер и меценат Гаджи Тагиев и его жена Сона. Однако в 1912 году финансовая помощь с их стороны по неизвестным причинам была прервана и она была вынуждена вернуться обратно. Продолжила своё музыкальное образование в Тифлисе.

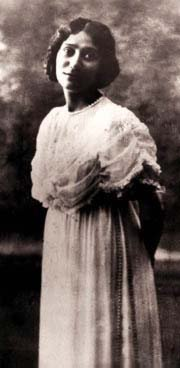
Мамедова в 15 лет во время своего дебютного выступления на сцене. Баку, 13 апреля 1912

13 апреля 1912 года, в свои 15 лет впервые выступила на сцене Тагиевского театра в Баку, исполнив партию из музыкальной комедии У. Гаджибекова «Муж и жена».
В 1917—1921 годах училась в Киевской консерватории (ныне Национальная музыкальная академия Украины) (педагог А. Н. Шперлинг), где познакомилась с композитором Р. Глиэром. Благодаря знакомству с Мамедовой, Глиэр заинтересовался азербайджанской народной музыкой и вскоре отправился в Карабах, где встретился с рядом профессиональных исполнителей мугама. Позже, в 1934 году, он напишет свою известную оперу «Шахсенем» на основе впечатлений от этой поездки, и посвятит её Мамедовой. К тому времени она уже будет широко известна как талантливая оперная певица Азербайджана. Своё обучение она завершила в Милане и Париже в 1927—1930 годах.
С 1921 по 1948 год — солистка Азербайджанского театра оперы и балета в Баку.
С 1921 года гастролировала в Москве, Ленинграде, Париже, Милане, Тебризе и Тбилиси, исполняя арии из опер.
Репертуар включал азербайджанские народные песни, камерные вокальные произведения российских и западных композиторов.
В 1923 году основала первый в Азербайджане театральный техникум (ныне Азербайджанский государственный университет культуры и искусств), где была директором в 1923—1925 годах, и, одновременно, заведующей республиканским нотным издательством, организованным ею в 1924 году.
С 1946 по 1950 год заведовала вокальной кафедрой Азербайджанской консерватории (с 1949 — профессор), где преподавала до самой смерти. Среди её учеников народные артисты СССР Ф. Ахмедова, М. Магомаев, Ф. Касимова, народная артистка Азербайджана Х. Касимова, Гасим Халилов, а также Н. Рагулина, Л. Платонова, Т. Захарова и др.
В 1945—1952 годах — первый председатель Театрального общества (ныне Союз театральных деятелей) Азербайджана.
Избиралась депутатом Верховного Совета Азербайджанской ССР 1—4-го созывов.
Автор книги «Пути развития азербайджанского музыкального театра» (1931).
Умерла 8 июня 1981 года в Баку. Похоронена на Аллее почётного захоронения.

### Семья
Во время учебы в Киевской консерватории вышла замуж за инженера Якова Любарского, с которым познакомилась ранее в Милане.

## Награды и звания
- Заслуженная артистка Азербайджанской ССР (1933)
- Народная артистка Азербайджанской ССР (25.05.1934)
- Народная артистка СССР (17.04.1938)
- Два ордена Ленина (27.10.1967[2] и 22.06.1977)
- Два ордена Трудового Красного Знамени (17.04.1938 — за выдающиеся заслуги в деле развития азербайджанского оперного искусства, азербайджанской музыки, песни и танцев[3] и 09.06.1959)
- Орден «Знак Почёта» (25.02.1946)
- Медали.
- Почётная грамота Президиума Верховного Совета Азербайджанской ССР (19.04.1972)[4].

## Партии

Мемориальная доска на стене дома в Баку, в котором жила Шовкет Мамедова

- 1921 — «Травиата» Дж. Верди — Виолетта
- 1922 — «Аршин мал алан» У. Гаджибекова — Гюльчохра
- 1924 — «Снегурочка» Н. А. Римского-Корсакова — Снегурочка
- 1933 — «Севильский цирюльник» Дж. Россини — Розина
- 1934 — «Шахсенем» Р. М. Глиэра — Шахсенем
- 1935 — «Наргиз» М. Магомаева — Наргиз
- 1937 — «Гугеноты» Дж. Мейербера — Маргарита
- 1940 — «Шах Исмаил» М. Магомаева — Гюльзар
- 1940 — «Иван Сусанин» М. И. Глинки — Антонида
- 1941 — «Ануш» А. Т. Тиграняна — Ануш
- «Царская невеста» Н .А. Римского-Корсакова — Марфа
- «Лакме» Л. Делиба — Лакме
- «Риголетто» Дж. Верди — Джильда
- «Сказки Гофмана» Ж. Оффенбаха — Олимпия.